# 羽衣石城
羽衣石城（うえしじょう）は、伯耆河村郡埴見郷（現在の鳥取県東伯郡湯梨浜町）にあった中世の日本の城（山城）。鳥取県指定史跡。

## 概要
城跡は東郷池の南、羽衣石川上流にある羽衣石山（標高372メートル）にあり、山陰道と東郷池に臨む東伯耆の要衝にある。永禄から天正年間にかけてこの地を治めていた南条氏の本拠地で、伯耆の支配権を巡り尼子氏や毛利氏が激しい攻防を繰り返した。
山頂には1990年（平成2年）に建てられた三層の模擬天守と「羽衣石城主南条公累代碑」がある。それ以前にも、1931年（昭和6年）に大阪在住の南条氏の子孫によって建てられた模擬天守があった。
南条氏は、伝承によると当初、羽衣石城よりも奥にある十万寺集落付辺に築城を予定していたという。築城しようとしたところ予定地のそばにある「日向池」（現在は地名のみ残る）にツバメが落ち、不吉なことだと感じた貞宗が羽衣石山へと変更させたといわれている。現在、その十万寺集落の北に広大な城跡（十万寺所在城）があることが判明しており、2019年（令和元年）度から調査が始まっている。

## 歴史
- 貞治5年（1366年）、南条貞宗が築城。
- 大永4年（1524年）、大永の五月崩れによって落城。尼子領となり、南条宗勝は山名氏の元に逃れる（近年の研究ではこの五月崩れの存在自体が否定されている）。
- 天文15年（1546年）、南条国清（のちの宗勝）、武田国信の要請を受けて尼子方を離れると同時に羽衣石城から退去する。
- 永禄5年（1562年）、宗勝、毛利氏が尼子氏を滅ぼした際、羽衣石城へ復帰する。
- 天正3年（1575年）、宗勝、月山富田城の吉川元春らに謁見。その帰途病死する。宗勝の死により、子の南条元続が家督を継ぐ。
- 天正7年（1579年）、元続、父宗勝の死を毛利方の謀略とみて毛利方に背き、羽柴方につく。
- 天正9年（1581年）、元春が馬ノ山に布陣し、子の元長に羽衣石城を攻めさせる。鳥取城を落とした秀吉軍が馬ノ山で元春軍と対陣したが、両者共に退いた。
- 天正10年（1582年）、元春配下の武将・山田重直の手により落城する。
- 天正12年（1584年）、織田氏と毛利氏の和睦が結ばれ、伯耆国東3郡が南条氏領となる。
- 天正19年（1591年）、元続が病死し、子の南条元忠が家督を継ぐ。
- 慶長5年（1600年）、元忠は西軍について敗れ、羽衣石城は廃城となった。
- 昭和6年（1931年）、南条氏の子孫の手により、山上に鉄骨・トタン葺き・トタン張りの模擬天守が建てられた。
- 平成2年（1990年）、模擬天守が建て替えられ、中腹までのアクセス道が整備された。
- 平成13年（2001年）、県史跡に指定される。

## 構造
標高372メートルの峻険な羽衣石山に多数の曲輪が設けられている。天嶮を利用した山岳城郭であるが、随所に石垣も設けられており中世城郭から近世城郭への移行の姿をとどめている。

### 本丸と帯曲輪
羽衣石城の本丸は山頂部に設けられ、東西66メートル、南北20メートルほどの細長い長方形である。本丸の西端に模擬天守が建造されているが、天守が存在したかどうかは定かではない。模擬天守建造に伴う試掘調査の際、地鎮具と見られる壺が出土した。本丸への入り口は本丸西側にあり、石垣を用いた虎口も設けられている。
一段下がって本丸を取り巻くように帯曲輪が設けられている。帯曲輪の北端からは試掘調査の際に柱穴や柵穴が検出され、物見櫓や板塀の存在が推定されている。現在、帯曲輪西端には東屋風の展望台が建てられている。
調査の際、瓦の出土がなく、基本的に建物は板葺であったと思われる。

### 砦群
本丸を中心に放射状に広がる北方尾根と西方尾根に、90余に及ぶ砦群が階段状に設けられている。南条氏の居館は山腹の八幡神社上にある比較的大規模な曲輪と伝えられているが、定かでない。ここからは試掘調査の際に土師質の土器片、備前焼、白磁・青磁などが出土している。平時における南条氏の居館は、羽衣石集落の北方にある小鹿谷にあったと考えられている。
東方尾根は峰伝いに攻撃されやすい弱点のため、数段の砦と堀切で防御している。しかし、1582年（天正10年）の吉川元春との攻防戦の際は、東方尾根からの攻撃を支えきれずに落城している。城の南方面の防御は峻険な崖を利用しており、特に人工的な防御施設はない。
本丸への登山道としては大手口と搦手口の2本がある。大手口には「天然の塁壁」と呼ばれる高さ5メートルほどの崖を利用した防壁がある。大手口途中には「お茶の水井戸」と呼ばれる井戸があり、城内の水の手として利用されていたことが推測される。搦手の本丸下には「羽衣岩」という天女が羽衣を掛けたと伝えられる巨石があり、ここも砦として利用されている。

### 十万寺所在城
十万寺所在城は、羽衣石城の南方に位置する423メートルの山頂にあり、東西70メートル、南北50メートルの主郭を中心に、土塁、堀切、空堀及び切崖が広範囲に分布している。土塁で囲境された平らな主郭を中心に、各峰の防備に設けた堀切と空堀は、中世城郭の特徴を持つ。
大規模な野戦築城がなされているにもかかわらず、地元に城としての伝承が伝わっていない。これは外部からやってきた軍が、攻城戦のなどのために一時的に設けたもの（すぐに廃城となった）で、地元との関係が希薄のため伝承として残らなかったのでは、と言われている。
そのように呼ばれ始めた時期は不明ではあるが、羽衣石地区では「たいこうがなる（太閤ヶ平）」と呼ばれており、羽柴秀吉の在陣があったことをうかがわせる。なお、秀吉が鳥取城攻めの際に鳥取市百谷に築城した陣城も「太閤ヶ平」と呼ばれているが、関連性は不明である。

### 出城群
付近に白石砦、河口城、田尻城、高野宮城、松崎城、番城、上山砦などの出城がある。